# Star Wars : Insurrection
Star Wars : Insurrection (Star Wars: Uprising) est un jeu vidéo de type action-RPG développé par Kabam et édité par Disney Interactive Studios, sorti en 2015 sur iOS et Android.

## Accueil
- Gamezebo : 3,5/5[1]
- Pocket Gamer : 6/10[2]
- TouchArcade : 2,5/5[3]